# Autographa monoxyla
Autographa monoxyla là một loài bướm đêm trong họ Noctuidae.